# Prata d'Ansidonia
Prata d'Ansidonia là một đô thị thuộc tỉnh L'Aquila trong vùng Abruzzo của Ý. Ý. Đô thị này có diện tích 19 km², dân số 547 người. Các đô thị giáp ranh gồm: Barisciano, Caporciano, Fagnano Alto, San Demetrio ne' Vestini, San Pio delle Camere